# Делятицкий, Дмитрий Евгеньевич
Дмитрий Евгеньевич Делятицкий (14 августа 1976, Хабаровск, РСФСР, СССР) — украинский военный, бригадный генерал Военно-морских сил Украины, командующий Морской пехотой Украины (с 2024).
Командир 1-го отдельного батальона морской пехоты (2012—2014), 36-й отдельной бригады морской пехоты (2015—2018),.

## Биография
В 1997 году окончил общевоенный факультет Одесского института сухопутных войск по специальности «Боевое применение танковых подразделений» (образовательно-квалификационный уровень «бакалавр»). После окончания учёбы занимал должность командира взвода 1019-го отдельного механизированного батальона 127-й механизированной бригады. С 1999 по 2004 год был командиром роты этого же батальона. С 2004 по 2005 год — командир роты 127-го отдельного механизированного батальона войск береговой обороны в Феодосии (часть А-0289 ВСУ, ныне расформирована).
С 2005 по 2007 год служил офицером Отдела управления личного состава командования ВМС, после чего в течение двух лет являлся заместителем командира 1-го отдельного батальона морской пехоты. С 2009 по 2012 год — начальник штаба, первый заместитель 81-го отдельного батальона логистики. С января по август 2012 года — командир этого же батальона.
16 августа 2012 года принял командование 1-м отдельным батальоном морской пехоты.
В начале марта 2014 года во время аннексии Крыма в АР Крым в/ч А2272 1-го отдельного батальона морской пехоты была заблокирована российскими военными, требовавших сдать оружие и боеприпасы. Украинские военные отказались выполнить эти требования, а командир батальона Дмитрий Делятицкий в интервью каналу «Кремль.tv» сообщил, что он и все его подчинённые остаются верными присяге народа Украины, а он лично выступает за единое и неделимое государство.
Во время столкновения с российскими силами получил переломы рёбер, после чего попал в плен, удерживался в одиночной камере. В конце марта 2014 года был освобождён из плена.
В 2015 году Делятицкий стал командующим 36-й отдельной бригадой морской пехоты, сформированной из остатков 36-й бригады береговой обороны, 1-го и 501-го батальонов морской пехоты.
В 2018 году был назначен заместителем командующего морской пехотой Украины.
В 2021 году указом Президента Украины присвоено звание бригадного генерала.

## Награды
- Орден Данилы Галицкого (21 августа 2014) — за личное мужество и героизм, проявленные в защите государственного суверенитета и территориальной целостности Украины, верность военной присяге, высокопрофессиональное исполнение служебного долга[5].
- орден Богдана Хмельницкого II степени (26 марта 2022)[6].
- орден Богдана Хмельницкого III степени[7].
- Медаль «10 лет Вооружённым силам Украины»
- Медаль «За добросовестную службу» II ст.
- Медаль «За добросовестную службу» III ст.
- Памятная медаль «90 лет Военно-морскому флагу Украины»